# قطر في الألعاب الأولمبية الصيفية للشباب 2010
قطر من بين الدول المشاركة في الألعاب الأولمبية الصيفية للشباب 2010 بسنغافورة

## المشاركون
الرياضيون القطريون الذين حجزوا بطاقات تأهلهم للألعاب الأولمبية للشباب

### سباحة
- احمد غيث
- عبد الرحمن العولان

### ألعاب القوى
- حمزة درويش

### فروسية
- ناصر الرميحي

### جمباز
- احمد الدياني
- شادن وهدان

### رماية
- بهية الحمد